# شکور بی‌لی (آق‌دام)
شکور بی‌لی (به لاتین: Şükürbəyli) یک منطقه مسکونی در جمهوری آذربایجان است که در شهرستان آق‌دام واقع شده است.